# Arrigorriaga
Arrigorriaga es un municipio del Gran Bilbao, en la provincia y territorio histórico de Vizcaya, País Vasco (España). Está situado a orillas del río Nervión a 6 km de Bilbao. Su extensión es de 16,36 km² y su población es de 11 954 habitantes (INE 2023).

## Toponimia
Arrigorriaga puede significar en euskera 'lugar de piedras rojas' de harri ('piedra'), gorri ('rojo') y el sufijo locativo -aga o también 'lugar de piedras desnudas', ya que gorri es un término polisémico que significa también desnudo, pelado, descarnado.
Existe una conocida leyenda que explica el origen de este nombre como lugar de piedras rojas. Esta leyenda se remonta al menos al siglo XV, ya que fue escrita por primera vez por el cronista vizcaíno Lope García de Salazar en su libro Las Bienandanzas e Fortunas. Según dicha leyenda Arrigorriaga se llamaba antiguamente Padura (marisma en euskera) y fue escenario de la legendaria batalla de Padura que enfrentó a vizcaínos con leoneses. A raíz de dicha batalla, que fue ganada por los vizcaínos, Padura quedó rebautizada como Arrigorriaga, ya que tanta había sido la sangre que se había vertido, que las piedras quedaron teñidas de rojo. La leyenda fue recuperada y utilizada por Sabino Arana en el siglo XIX como instrumento de exaltación de los vascos.
Frente a esta tesis romántica existen otras más prosaicas que afirman que el nombre se debe a las minas de hierro que hubo en la localidad. Según estas tesis el nombre del pueblo pudo deberse a las vetas de mineral de hierro que teñían antiguamente de rojo el monte Ollargan o también a la superficie desprovista de vegetación causada por las explotaciones mineras, lugar de piedras desnudas.

## Símbolos
En campo de plata, un roble englandado y arrancado de sinople, asomando entre su copa tres cabos de la cruz de gules, con dos lobos cebados de sable atravesados al tronco. Bordura de azur, cargada con seis aspas de plata. El escudo estará circundado por una corona de hojas de roble de color verde”.
Aprobado por el ayuntamiento en pleno, en sesión de fecha 23 de diciembre de 1999. Acuerdo de aprobación de las Juntas Generales de Vizcaya del 28 de junio de 2000, publicado en Boletín Oficial de Vizcaya (B.O.B. núm. 165) de fecha 29 de agosto de 2000. (Decreto Foral 290/2000, de 28 de julio).

## Geografía
Esta población industrial tiene mucha importancia debido a su situación, ya que se encuentra a tan sólo 9 km de la capital vizcaína y es una de las poblaciones de paso de las principales vías de comunicación que unen Bilbao con Vitoria y con la meseta castellana.
Su situación geográfica también ha influido claramente en el aumento de su población y así se ha llegado hasta los 12 000 habitantes con los que cuenta Arrigorriaga hoy en día.
Arrigorriaga se halla situada en la comarca de Bilbao, en el curso medio del río Nervión. Su extensión es de 16,36 km². Está asentada sobre un terreno ondulado, a 60 m de altitud sobre el nivel del mar. Su relieve accidentado en ambas márgenes del río, tiene sus máximos exponentes en la orilla izquierda en la ladera sur del Pagasarri, con los montes Pastorekorta (585 m) y Arboliko (415 m), y en la orilla derecha con el monte Artanda (547 m). Como consecuencia de esta orografía el río Nervión queda encajonado a su paso por el municipio, permitiéndole formar únicamente una estrecha franja de tierra llana en ambas márgenes.
El río Nervión recibe el caudal de pequeños arroyos, entre los que merecen especial atención los de Bentako-Erreka y Kubo.
Sus límites municipales son, al norte con los términos de Bilbao y Basauri, al sur con los de Miravalles y Ceberio, al este con el de Zarátamo y al oeste con los de Arrancudiaga y Alonsótegui.
En municipio de Arrigorriaga se compone de varios núcleos de población. Su núcleo principal, conocido como Arrigorriaga, da el nombre genérico a todo el municipio. A este núcleo, hasta no hace mucho tiempo, se le conocía con el nombre de Arguia. Otras entidades de importancia son las aldeas de Agirre, Martiartu, Larrasko e Izartza; así como los lugares de La Peña, Olatxu, Santa Isabel y Ollargan y los barrios de Lanbarketa y Kubo.
Arrigorriaga es una localidad físicamente dividida en dos núcleos importantes y distantes. Por un lado el casco central, junto al cauce del río Nervión y por otro el barrio de Abusu-La Peña, también en torno al río Nervión, pero entre los municipios de Basauri y Bilbao, junto al parque de Malmasin.
Limita al norte con los términos municipales de Bilbao y Basauri; al sur con Miravalles y Ceberio; al este con Zarátamo; y al oeste con los de Arrancudiaga y Alonsótegui.
| Noroeste: Alonsótegui y Bilbao    | Norte: Bilbao   | Nordeste: Basauri        |
| Oeste: Arrancudiaga y Alonsótegui |                 | Este: Basauri y Zarátamo |
| Suroeste: Arrancudiaga            | Sur: Miravalles | Sureste: Ceberio         |

### Clima
| Parámetros climáticos promedio de Arrigorriaga | Parámetros climáticos promedio de Arrigorriaga | Parámetros climáticos promedio de Arrigorriaga | Parámetros climáticos promedio de Arrigorriaga | Parámetros climáticos promedio de Arrigorriaga | Parámetros climáticos promedio de Arrigorriaga | Parámetros climáticos promedio de Arrigorriaga | Parámetros climáticos promedio de Arrigorriaga | Parámetros climáticos promedio de Arrigorriaga | Parámetros climáticos promedio de Arrigorriaga | Parámetros climáticos promedio de Arrigorriaga | Parámetros climáticos promedio de Arrigorriaga | Parámetros climáticos promedio de Arrigorriaga | Parámetros climáticos promedio de Arrigorriaga |
| Mes                                            | Ene                                            | Feb                                            | Mar                                            | Abr                                            | May                                            | Jun                                            | Jul                                            | Ago                                            | Sep                                            | Oct                                            | Nov                                            | Dic                                            | Año                                            |
| ---------------------------------------------- | ---------------------------------------------- | ---------------------------------------------- | ---------------------------------------------- | ---------------------------------------------- | ---------------------------------------------- | ---------------------------------------------- | ---------------------------------------------- | ---------------------------------------------- | ---------------------------------------------- | ---------------------------------------------- | ---------------------------------------------- | ---------------------------------------------- | ---------------------------------------------- |
| Temperatura máxima media (°C)                  | 11                                             | 12                                             | 13                                             | 14                                             | 18                                             | 20                                             | 23                                             | 23                                             | 22                                             | 18                                             | 14                                             | 12                                             | 16                                             |
| Temperatura mínima media (°C)                  | 2                                              | 3                                              | 3                                              | 5                                              | 8                                              | 10                                             | 12                                             | 13                                             | 11                                             | 8                                              | 5                                              | 4                                              | 7                                              |
| Precipitaciones (mm)                           | 126                                            | 97                                             | 94                                             | 124                                            | 90                                             | 64                                             | 62                                             | 82                                             | 74                                             | 121                                            | 141                                            | 116                                            | 1195                                           |

## Historia
Anterior a la llegada de los romanos, constaba ya con un asentamiento humano amurallado en la altura de su monte de Malmasín, datado desde la Edad del Hierro y desde el que la población luego abandonaría para asentarse hacia los llanos y el municipio actual, acorde a los tiempos de menos inseguridad que serían instaurados tras la 'Pax Romana'. No se conoce si el cristianismo y otras formas de vida imperial llegarían a ser completamente asumidas por estos caristios durante el Bajo Imperio y su periodo posterior. 

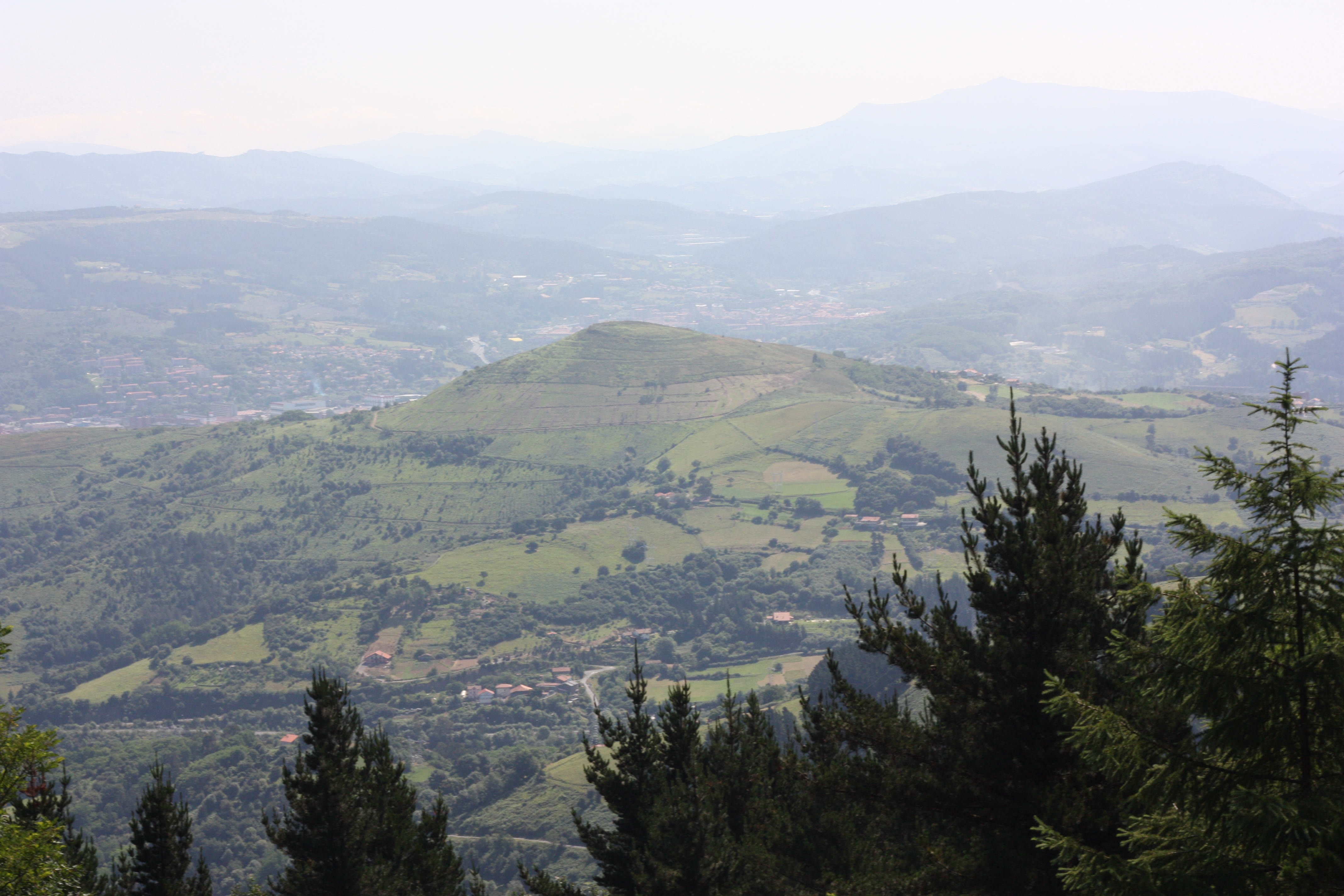
Castro de la Edad del Hierro sobre la zona

La anteiglesia de la Merindad de Uribe, ocupaba el asiento número 39 en las Juntas Generales de Vizcaya. Hasta 1876 la anteiglesia de Arrigorriaga tuvo una gran importancia en la comarca, contando entre su feligresía los municipios de Arrancudiaga, Basauri, Zarátamo y Alonsótegui. En este año, con la abolición de los fueros y tras diversos pleitos, terminaron por desanexionarse. Alonsótegui se constituyó como anteiglesia independiente en el siglo XVI. Basauri se independizó de Arrigorriaga en 1510 o, al menos, es la fecha que se toma como oficial al construirse la parroquia de San Miguel Arcángel, porque no existe ningún documento que verifique que en dicha fecha se celebrara ninguna reunión entre alcaldes de las dos localidades. A partir de entonces, la población pase a denominarse anteiglesia de San Miguel de Basauri. La desanexión de Basauri fue unilateral; no contó con la aprobación de Arrigorriaga ni tampoco obtuvo permiso de las Juntas Generales de Guernica para ocupar su asiento correspondiente en ellas, no consiguiéndolo hasta 1858.
Origen envuelto en la leyenda y el mito, no escapándose de esta historia de “fábula” tan siquiera su nombre (“lugar de piedras rojas”). Esta leyenda tiene diferentes versiones, reafirmadas por unos y rebatidas por otros. Pero lo que sí es cierto es que el mito, leyenda, historia, o como lo queramos denominar, de la “batalla de Padura” ha producido cientos de páginas de la historiografía y la literatura del País Vasco. El núcleo central de esta leyenda vendría a contar que, allá por el año 870 u 888 de nuestra era, en el lugar denominado Padura (donde se encontraría Arrigorriaga), las huestes del señor de Vizcaya, del primero según la historia, derrotaron en cruenta batalla a los leoneses, al frente de los cuales se encontraría el príncipe Ordoño, heredero a la corona de León e hijo del rey Alfonso “El Magno”. El nombre de Arrigorriaga tendría su origen en la sangre derramada, que cubría el campo de batalla.
Otras interpretaciones sitúan el origen del término Arrigorriaga en las antiguas vetas de hierro que se podían encontrar en el monte de Ollargan, y que habrían dado el nombre genérico a todo el municipio. En cualquier caso, las primeras noticias históricas, propiamente dichas, referidas a Arrigorriaga datan del siglo XII y guardan relación con la incorporación de la parroquia de Arrigorriaga, Santa María Magdalena, al Monasterio de San Salvador de Oña en 1107 (recogida por el historiador Iturriza en su obra).
En 1300 el monte Ollargan, con sus minas de hierro, fue otorgado a la villa de Bilbao en la carta puebla otorgada por Diego López de Haro. Pocos años más tarde, en 1375, los feligreses de esta anteiglesia lograron del infante Juan, a la sazón señor de Vizcaya, la pertenencia a la jurisdicción de la villa. Esta medida permitía proteger a sus moradores de las arbitrariedades y abusos de los parientes mayores.
En 1783, bajo mandato del alcalde José de Arana, se inauguró la plaza que conocemos hoy en día. Anteriormente estaba situada en el lugar donde hoy se encuentra el bar Padura, frente al ayuntamiento. La razón de este cambio de ubicación se halla en la construcción del nuevo Camino Real de Bilbao a Castilla que cortaba por la mitad la antigua plaza pública, impidiendo, por su estrechez, el normal desenvolvimiento de los vecinos en sus labores de trilla.

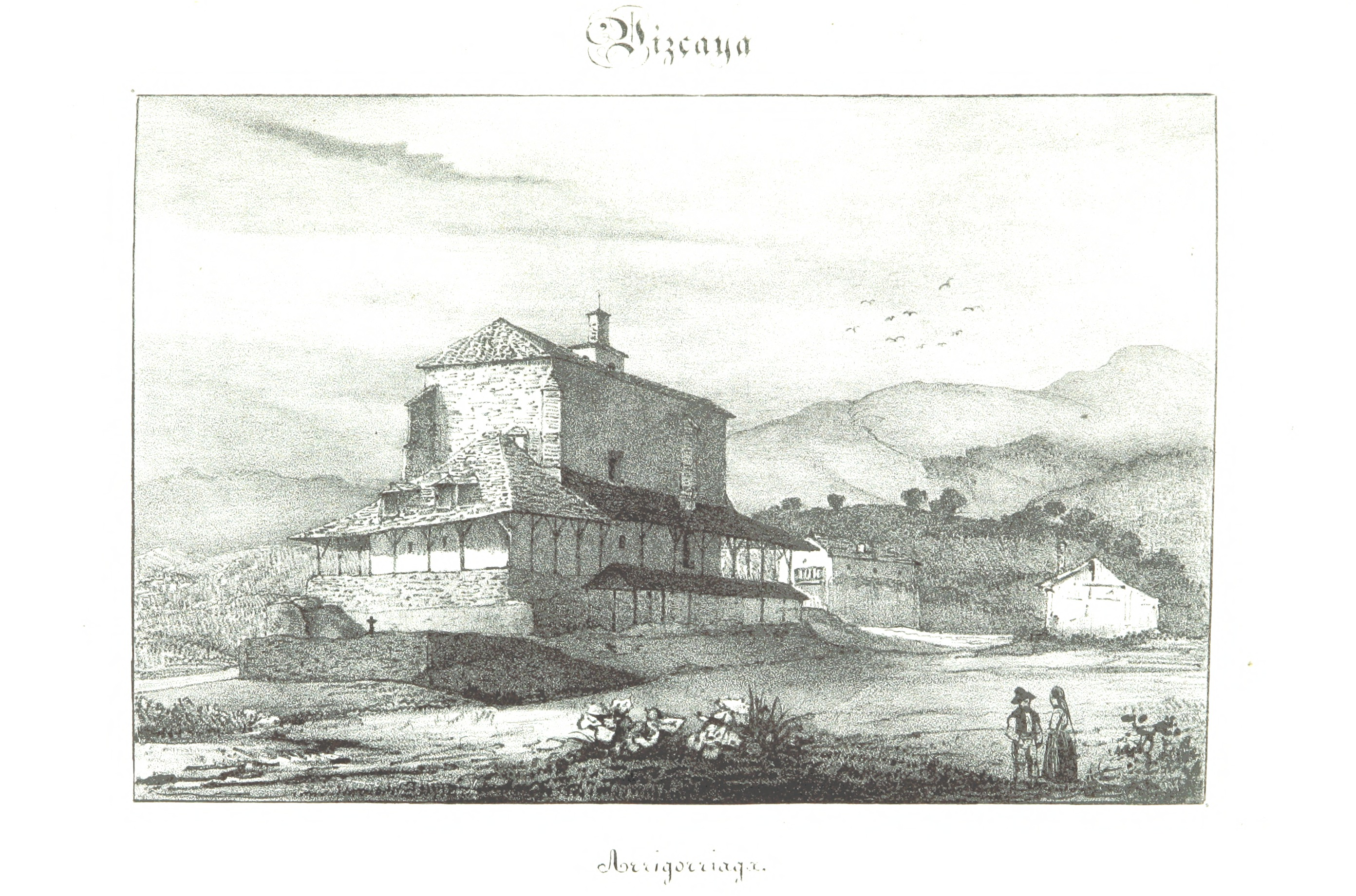
Vista de la localidad en la primera mitad del

Durante las dos guerras carlistas del siglo XIX, Arrigorriaga fue protagonista de sendas batallas de no poca importancia, ambas desarrolladas en el puente Moyordín, que unía la localidad con Zarátamo. La primera se libró el 11 de septiembre de 1835 y la segunda en mayo de 1872.
En 1907 se construyó el puente de Ugertza, para facilitar la comunicación entre las diversas aldeas de Arrigorriaga y el núcleo central. En 1920 el lado este de la iglesia, ocupado por el antiguo cementerio, se transformó en una sala cinematográfica llamada Salón Festivo, nombre que ha perdurado hasta hoy. En 1928 se construyeron las escuelas de la plaza, anteriormente lo habían sido las del paseo Urgoiti en 1915, dentro del contexto de edificaciones que conoció el municipio a principios de siglo (puente de Ugertza, fuentes públicas, Ateneo Cultural, ...). Hasta entonces, la escolarización había corrido por cuenta de la anteiglesia y se realizaba en edificios particulares alquilados para tal fin.
Las elecciones municipales de 1931 dieron el triunfo al bloque antimonárquico constituido por los partidos de izquierda, con numerosos afiliados en el municipio dada su condición industrial y minera, con cientos de trabajadores. El corporativismo de la región tuvo su reflejo en la preguerra con la formación de numerosas asociaciones de todo tipo, políticas y sociales. La guerra tuvo como escenario principal el cercano monte Malmasín, que fue escenario de duros enfrentamientos entre regimientos de gudaris o soldados bajo el mando del Gobierno vasco y columnas de Franco, que entraron en la población el 16 de junio de 1937. La mitad de la población (2000 personas) huyó, pudiendo volver poco después.
El 2 de noviembre de 1940, el edificio del ayuntamiento sufrió un devastador incendio, perdiéndose gran parte del archivo municipal. Este edificio databa de 1777.
Desde las inundaciones del año 1983 el núcleo principal del casco del municipio presenta un aspecto nuevo. El respeto por el pasado histórico en edificación y espacios de ocio ha permitido reconvertir áreas tan unidas sentimentalmente a la historia local como la zona de la antigua Papelera, hoy Lonbo (Lonbo Aretoa, zona deportiva, zona de esparcimiento y uso recreativo infantil), zona de acceso a Santo Cristo, Mendikosolobarrena eta Mintegi (antiguo parque de la Dinamita).
El equilibrio urbanístico ha estado basado en el deseo de procurar a los vecinos el máximo nivel de habitabilidad y de calidad de vida, y de respeto medioambiental.

## Demografía
Arrigorriaga cuenta con una población de 11 952 habitantes (INE 2024).
| Gráfica de evolución demográfica de Arrigorriaga entre 1842 y 2021                                                  |
| |
| Población de derecho según los censos de población del INE Población de hecho según los censos de población del INE |

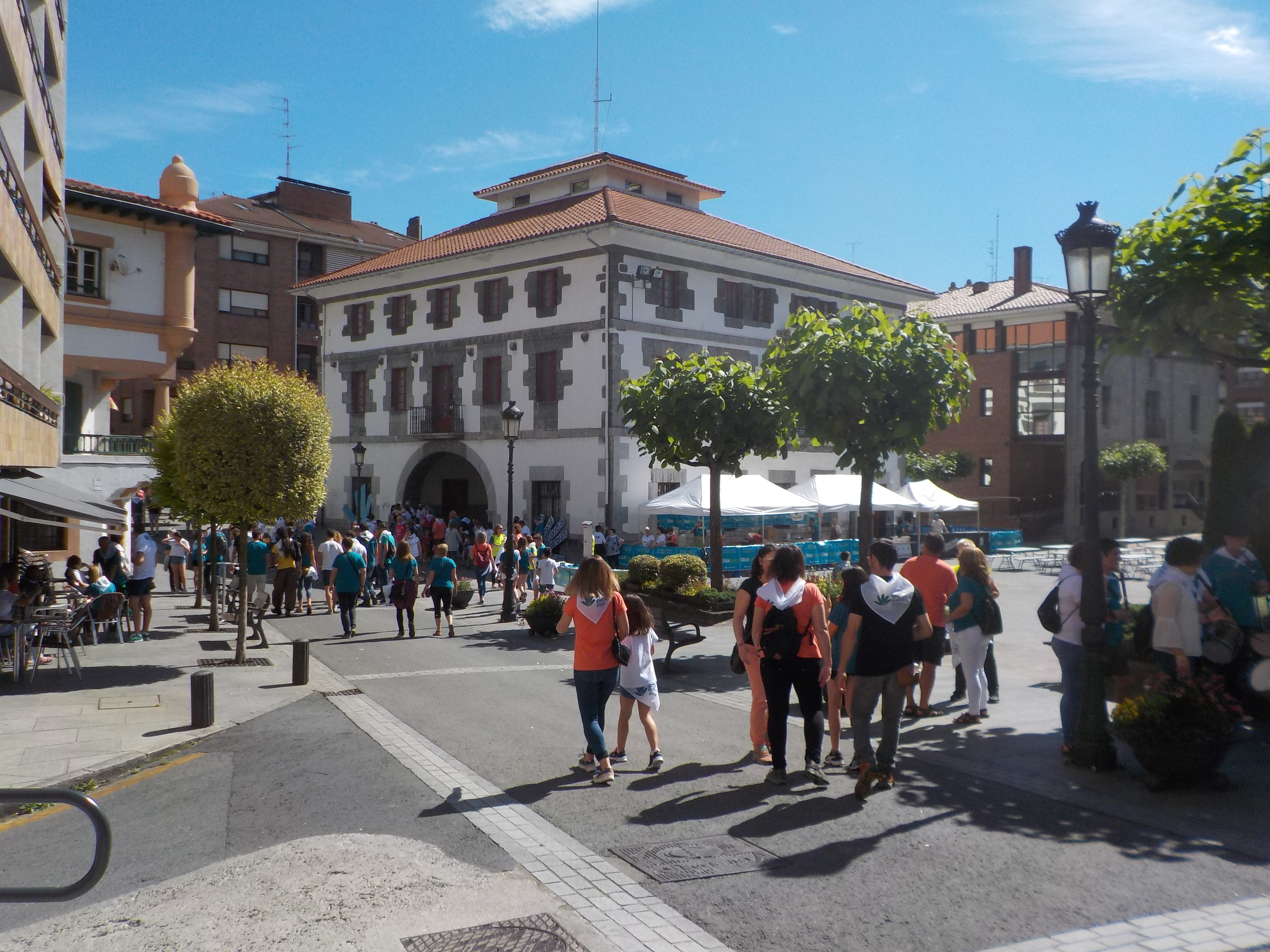
Personas en Arrigorriaga

Ha tenido una evolución demográfica creciente a lo largo del siglo XX, aunque no siempre en igual grado. Frente a períodos de crecimiento lento o incluso etapas de retroceso (1940-45), en la década de 1950 se dio un espectacular salto al pasar de 4646 a 8142 habitantes, lo que supone un incremento de la población de casi un 80 %. Este proceso se ha traducido en la existencia de un núcleo de población inmigrante de volumen considerable y en el predominio de una población joven.
Dos serían los factores que explicarían este crecimiento: su cercanía a la zona industrial de Vizcaya y su situación estratégica en la red de comunicaciones.
En cuanto al conocimiento del euskera, la situación es similar al de otros municipios de la zona. Cifrándose los vascohablantes en un 26,31 % (2854) del total de la población, aquellos con conocimientos pero no hablantes habituales en el 24,28 % (2634) y los castellanohablantes monolingües en el 49,41 % (5361) según el Estudio Demolingüístico del Gobierno Vasco referido al padrón de 2001.
A efectos estadísticos, la población de Arrigorriaga se divide en cuatro distritos:
- Aguirre, 44 habitantes.
- Arrigorriaga, 8406 habitantes: formado por la propia Arrigorriaga (6304 hab), Cubo (1012 hab) y Lanbarketa (1050 hab).
- Martiartu, 159 habitantes.
- Abusu/La Peña, 3640 habitantes: formado por Ollargan (566 hab) y Santa Isabel (3055 hab).

## Administración y política
| Periodo   | Nombre                         | Partido | Partido                                                      |
| --------- | ------------------------------ | ------- | ------------------------------------------------------------ |
| 1979-1980 | Alberto Ruiz de Azúa Paganos   |         | Herri Batasuna (HB)                                          |
| 1980-1994 | Patxi Otxoa Peña               |         | Euzko Alderdi Jeltzalea-Partido Nacionalista Vasco (EAJ-PNV) |
| 1995-1998 | María José Albizua Manrique    |         | Euzko Alderdi Jeltzalea-Partido Nacionalista Vasco (EAJ-PNV) |
| 1998-2011 | Alberto Ruiz de Azúa Solozábal |         | Euzko Alderdi Jeltzalea-Partido Nacionalista Vasco (EAJ-PNV) |
| 2011-2019 | Asier Albizua Manrique         |         | Euzko Alderdi Jeltzalea-Partido Nacionalista Vasco (EAJ-PNV) |
| 2019-act. | Maite Ibarra Goti              |         | Euskal Herria Bildu (EH Bildu)                               |

| Partido político                                              | 2023  | 2023  | 2023       | 2019  | 2019  | 2019       | 2015  | 2015  | 2015       | 2011  | 2011  | 2011       | 2007  | 2007  | 2007       |
| Partido político                                              | %     | Votos | Concejales | %     | Votos | Concejales | %     | Votos | Concejales | %     | Votos | Concejales | %     | Votos | Concejales |
| Euskal Herria Bildu (EH Bildu)-Bildu                          | 40,20 | 2357  | 7          | 33,65 | 2133  | 6          | 27,19 | 1636  | 5          | 30,46 | 1814  | 6          | —     | —     | —          |
| Euzko Alderdi Jeltzalea-Partido Nacionalista Vasco (EAJ-PNV)  | 31,91 | 1871  | 6          | 30,18 | 1913  | 6          | 37,68 | 2267  | 7          | 34,95 | 2081  | 6          | 46,03 | 2245  | 8          |
| Partido Socialista de Euskadi-Euskadiko Ezkerra (PSE-EE PSOE) | 10,28 | 603   | 2          | 10,90 | 691   | 2          | 11,14 | 670   | 2          | 15,20 | 905   | 3          | 23,99 | 1170  | 4          |
| No Adscritos de Arrigorriaga (NOA)                            | 6,56  | 385   | 1          | 8,01  | 508   | 1          | —     | —     | —          | —     | —     | —          | —     | —     | —          |
| Arrigorriaga Gara-Elkarrekin Podemos                          | 6,32  | 371   | 1          | 11,23 | 712   | 2          | 17,85 | 1074  | 3          | —     | —     | —          | —     | —     | —          |
| Partido Popular del País Vasco (PP)                           | 2,81  | 165   | 0          | 4,87  | 309   | 0          | 4,12  | 248   | 0          | 8,66  | 516   | 1          | 10,56 | 515   | 2          |
| Ezker Batua-Berdeak (EB-B)                                    | —     | —     | —          | —     | —     | —          | —     | —     | —          | 7,83  | 466   | 1          | 10,85 | 529   | 2          |
| Eusko Alkartasuna (EA)                                        | —     | —     | —          | —     | —     | —          | —     | —     | —          | —     | —     | —          | 5,99  | 292   | 1          |

## Cultura

### Patrimonio

#### Parroquia de Santa María Magdalena
Su fundación se hace remontar al siglo IX, aunque actualmente no conserva nada de su primitiva construcción. Mide 106 pies de longitud y 42 de altura, y está cubierta por una sola bóveda de madera. La imagen de María Magdalena que ocupa el altar mayor es de gran calidad.

#### Ermitas
- San Pedro de Abrisqueta. Presenta huellas arquitectónicas de estilos anteriores al románico y pasa por ser la más antigua de Vizcaya (principios del siglo XII). Consta de una nave rectangular que mide 7,34 x 5,25 m, y cuenta con un ábside de bóveda de cañón. La puerta de acceso, orientada al oeste, tiene un arco de medio punto, y en la jamba derecha encontramos un motivo posiblemente visigótico. En el muro Sur aparece un arco de medio punto tapiado que pudo ser, en otra época, el acceso principal. Sobre este arco se aprecian dos medallones labrados que representan figuras humanas. Reutilizados como materiales de construcción, en su interior se han encontrado restos de estelas funerarias romanas y un bloque de piedra arenisca con motivos prerrománicos. También presenta decoración prerromana la ventana del ábside.

- Santo Cristo de Landaederraga. La primera construcción data de 1655, aunque posteriormente ha sufrido diversas reconstrucciones. Su planta presenta una figura irregular, tiene forma de una cruz amputada. Es de gran sobriedad, y destaca por sus grandes dimensiones.

#### Imaginería
- Talla de Sta. M.ª Magdalena. La obra es de Nicolás Teite y fue realizada en el año 1705. Se trata de una talla de madera, de apreciable valor artístico, que destaca por su expresividad.

- Tallas de San Francisco Javier y San Ignacio de Loiola. Se trata de dos tallas en madera que se encuentran en el altar mayor de la Parroquia de Santa María Magdalena y datan de 1693.

- Talla de Cristo Crucificado. Se encuentra en la ermita de Santo Cristo y data de su primera edificación (1655).

### Fiestas locales
Epifania. El día 5 de enero se representa desde 1970, con participación popular de cerca de 200 personas, niños y niñas y adultos, la epifania. Recepción de los Reyes Magos. Acontecimiento de gran calado sentimental por su exitosa historia de celebraciones, que han congregado a sucesivas generaciones.
El día de Santa Águeda el 4 de febrero en el que menores y mayores salen a cantar por las calles del pueblo.
Kanporamartxo. El domingo anterior a la celebración del Carnaval se reúnen en las campas de Mendikosolobarrena y Mintegi familias y amigos para, alrededor de las hogueras, degustar talo, chorizo y otras viandas, amenizadas por música popular y con un conjunto variado de actividades.
San Antonio. Se celebra el 13 de junio. Esta celebración se conmemora en la ermita del mismo nombre.
El fin de semana más cercano al 13 de junio, San Antonio, se celebran las fiestas de Lanbarketa con animación callejera, txistorrada y diferentes actividades para pequeños y mayores.
La romería en honor de San Pedro se celebra el domingo siguiente al 29 de junio, en el caso de que este día no sea festivo. Está organizada y patrocinada por el ayuntamiento, y tradicionalmente se celebra en las campas del barrio de Abrisketa, en torno a la ermita de San Pedro. Además de la romería propiamente dicha, las principales actividades que se celebran este día son: Trikitrixa, exhibiciones de deporte rural, degustación de Chacolí y juegos diversos.
Barrios de Santa Isabel y Olatxu. En conmemoración de la festividad de Santa Isabel, que es el día 4 de julio. Se celebra el fin de semana más próximo a esta fecha. Los festejos son organizados por la Asociación de Vecinos del Barrio con el patrocinio del ayuntamiento.
Las fiestas patronales conmemoran la festividad de Sta. Mª Magdalena. Comienzan el día 22 de julio y se desarrollan durante los días posteriores. Las principales actividades que se celebran son exhibiciones de deporte rural, Feria de Artesanía, Festival Folclórico Internacional, concurso gastronómico, y todo tipo de actividades culturales, deportivas y lúdicas.
Barrio de Ollargan. En conmemoración de la festividad de Santa María. Se celebran el primer fin de semana de septiembre. Fiestas organizadas por la Asociación de Vecinos del barrio con el patrocinio del ayuntamiento.
Olentzero. Tradicionalmente, la tarde del 24 de diciembre los menores reciben a la figura del Olentzero, entre los cantos propios de su figura y costumbre. Se completa con chocolatada caliente que reúne a grandes y pequeños.